# کرایسلر فایتون
کرایسلر فایتون (Chrysler Phaeton) نام یک اتومبیل مفهومی ساخت شرکت کرایسلر است که در سال ۱۹۹۷ تولید شد. طراحی آن خودروهای موتور جلو-محور عقب بوده است. 
موتور آن ۵۴۰۰ سی‌سی سیستم جعبه‌دندهٔ آن ۴ دنده به صورت خودکار است.

## نگارخانه

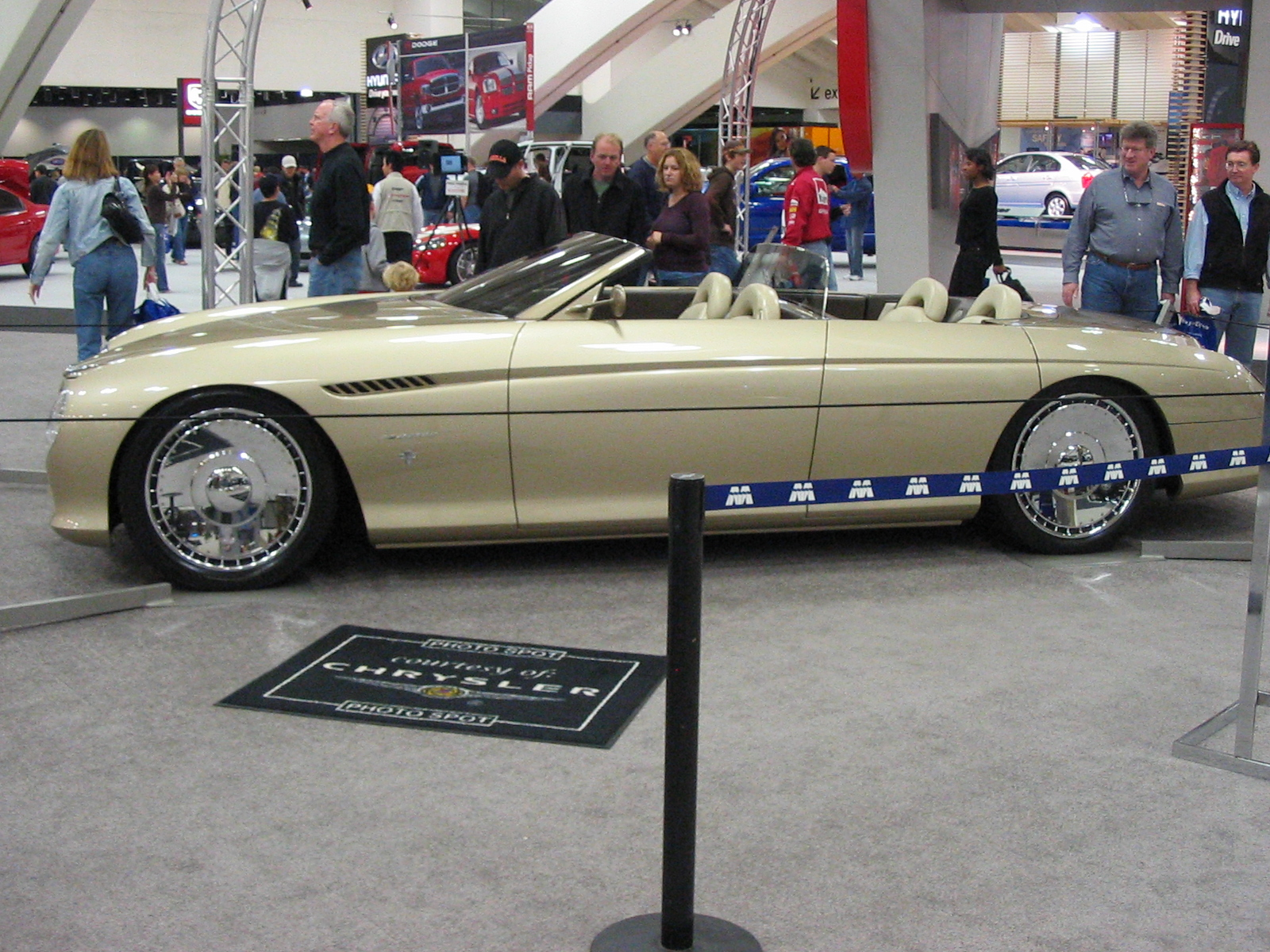
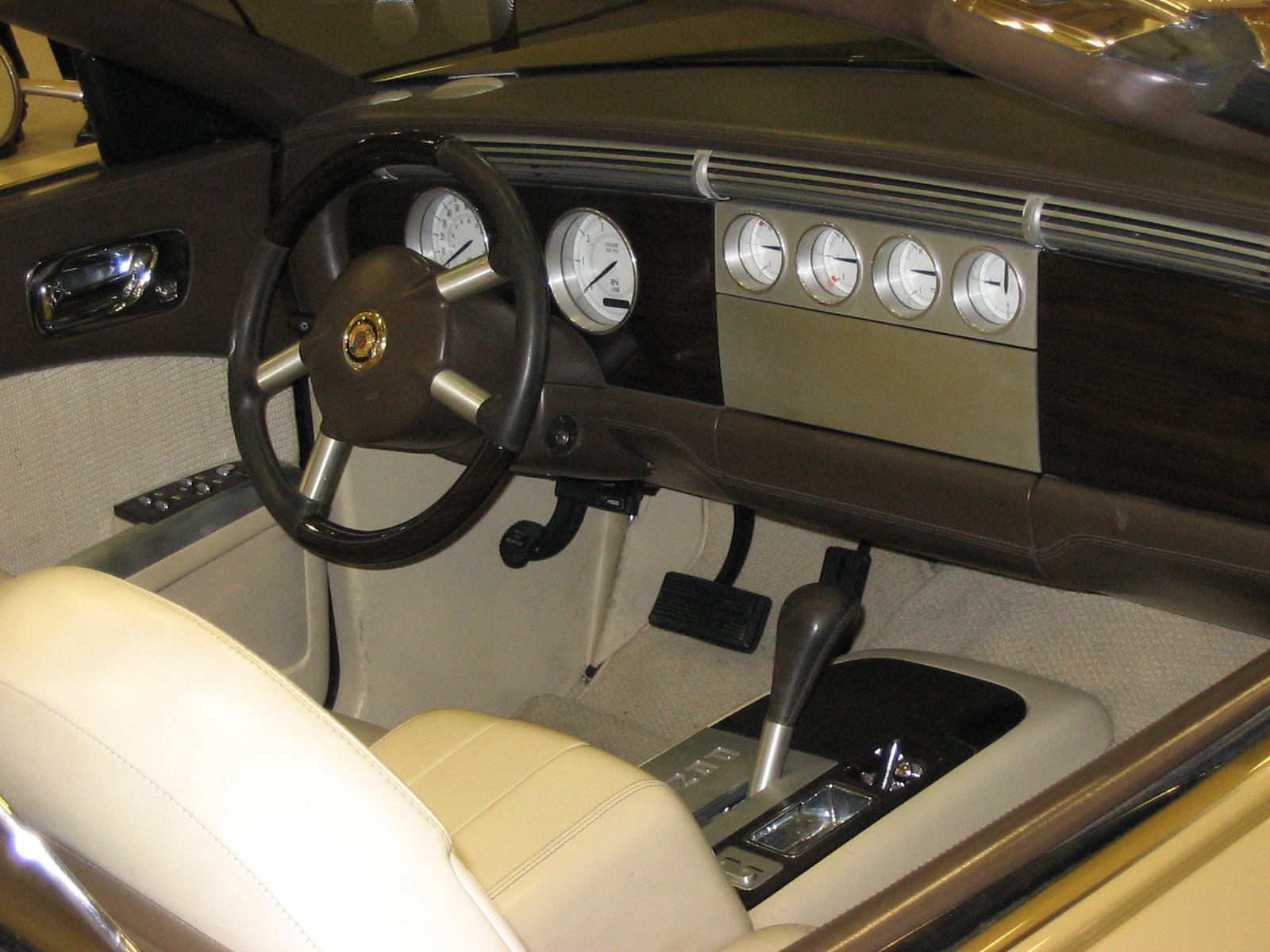